# Enyo (geslacht)
Enyo is een geslacht van vlinders uit de onderfamilie Macroglossinae van de familie pijlstaarten (Sphingidae).

## Soorten
- Enyo bathus (Rothschild, 1904)
- Enyo boisduvali (Oberthur, 1904)
- Enyo cavifer (Rothschild & Jordan, 1903)
- Enyo gorgon (Cramer, 1777)
- Enyo latipennis (Rothschild & Jordan, 1903)
- Enyo lugubris (Linnaeus, 1771)
- Enyo ocypete (Linnaeus, 1758)
- Enyo taedium Schaus, 1890

Enyo cavifer
Enyo gorgon
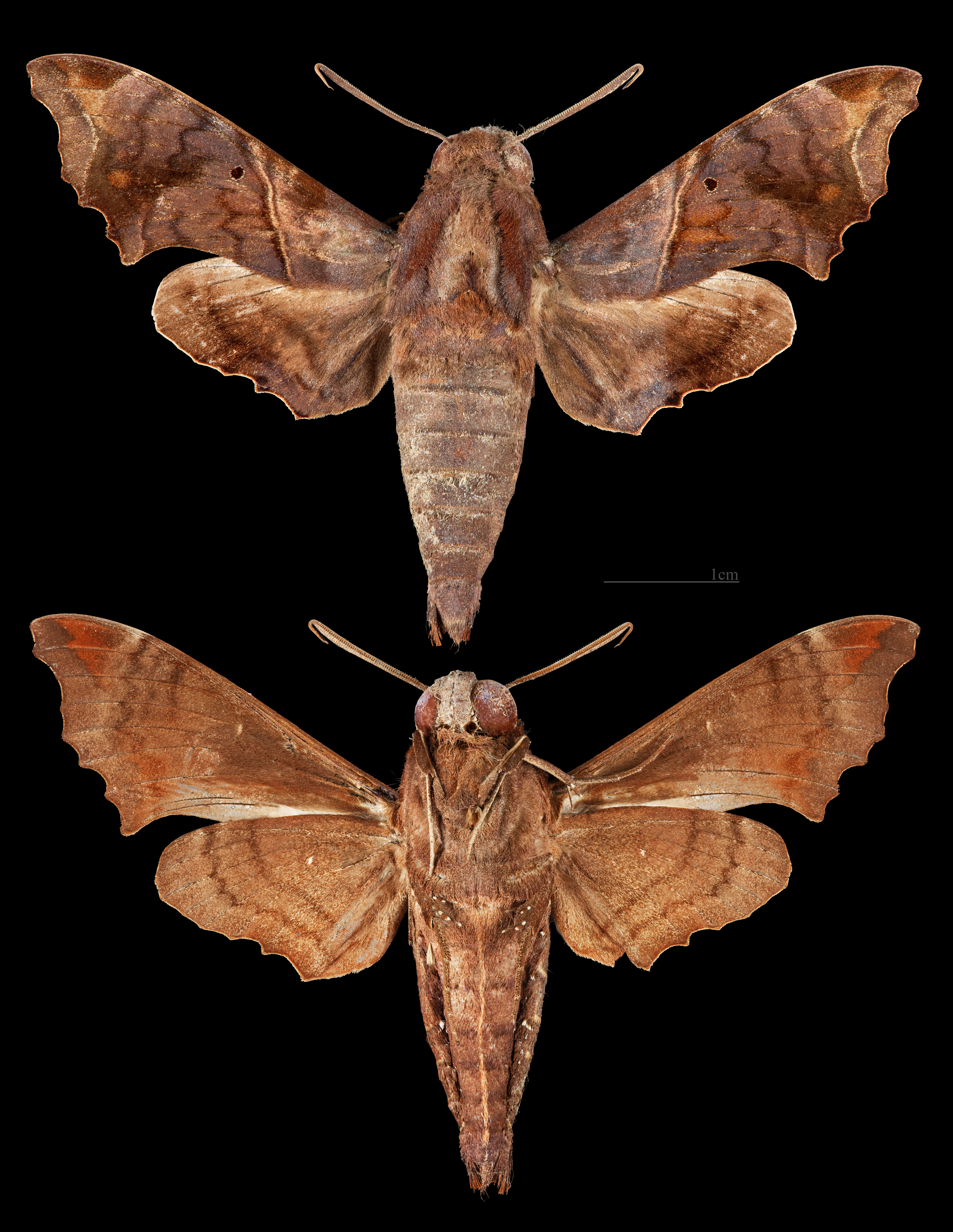
Enyo latipennis
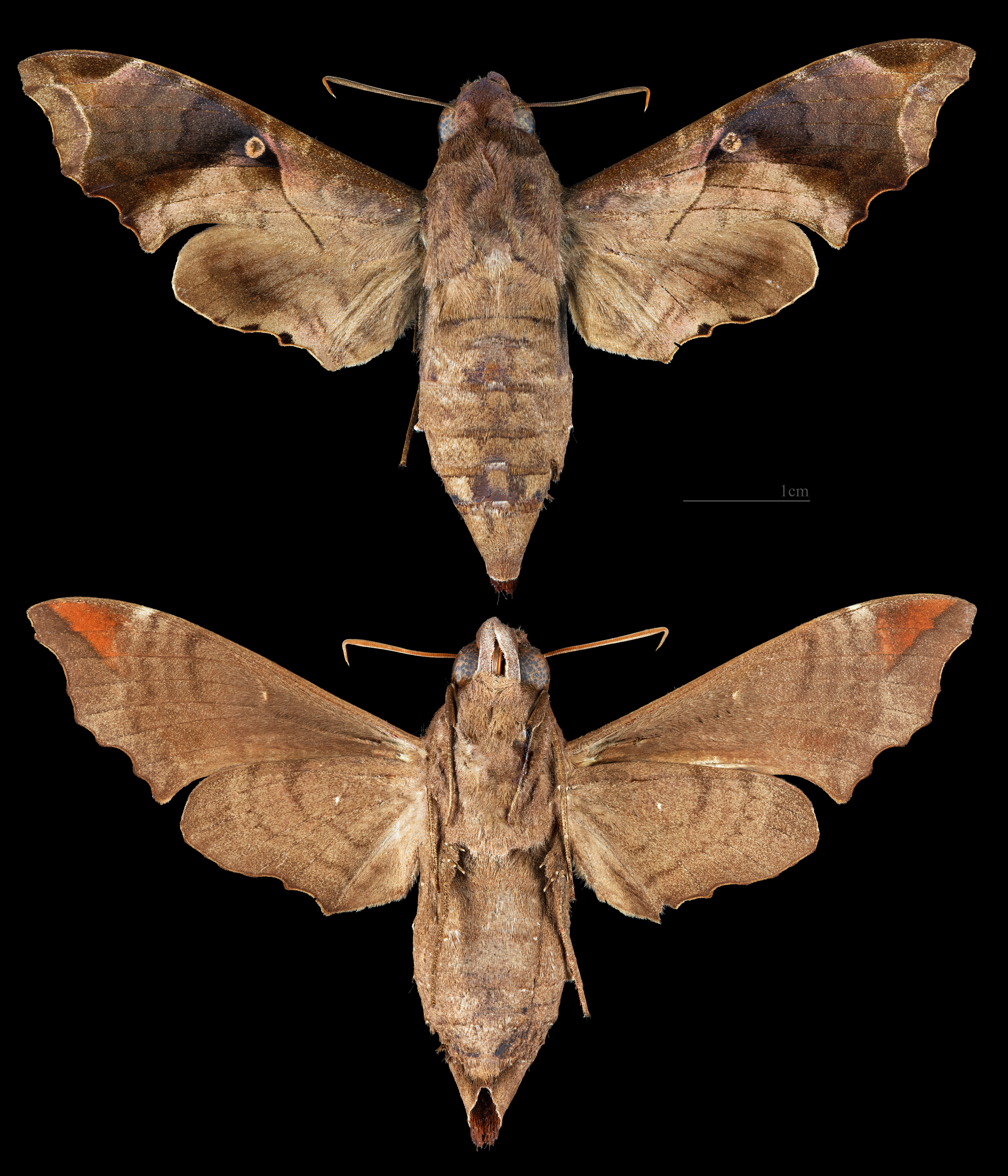
Enyo lugubris
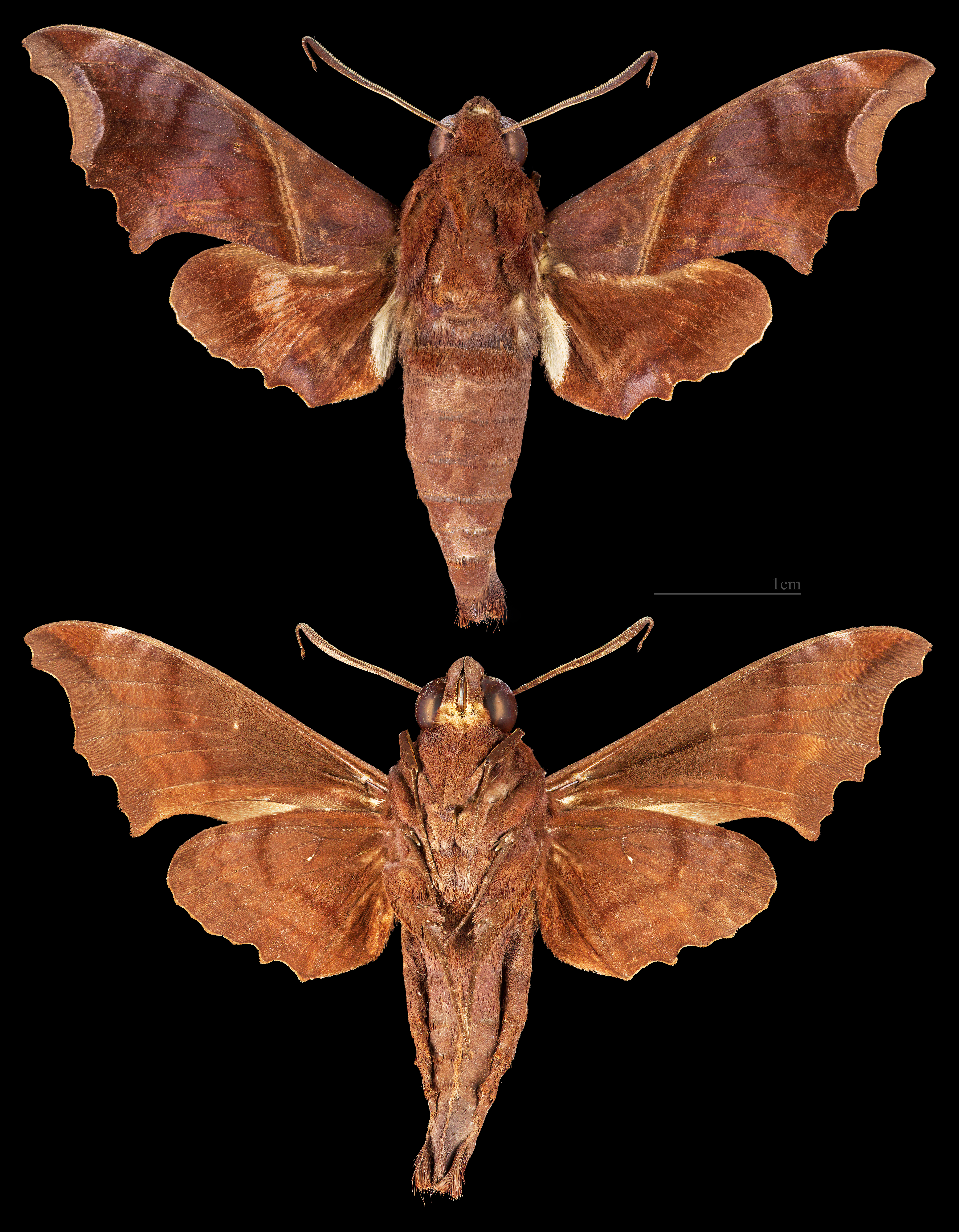
Enyo ocypete
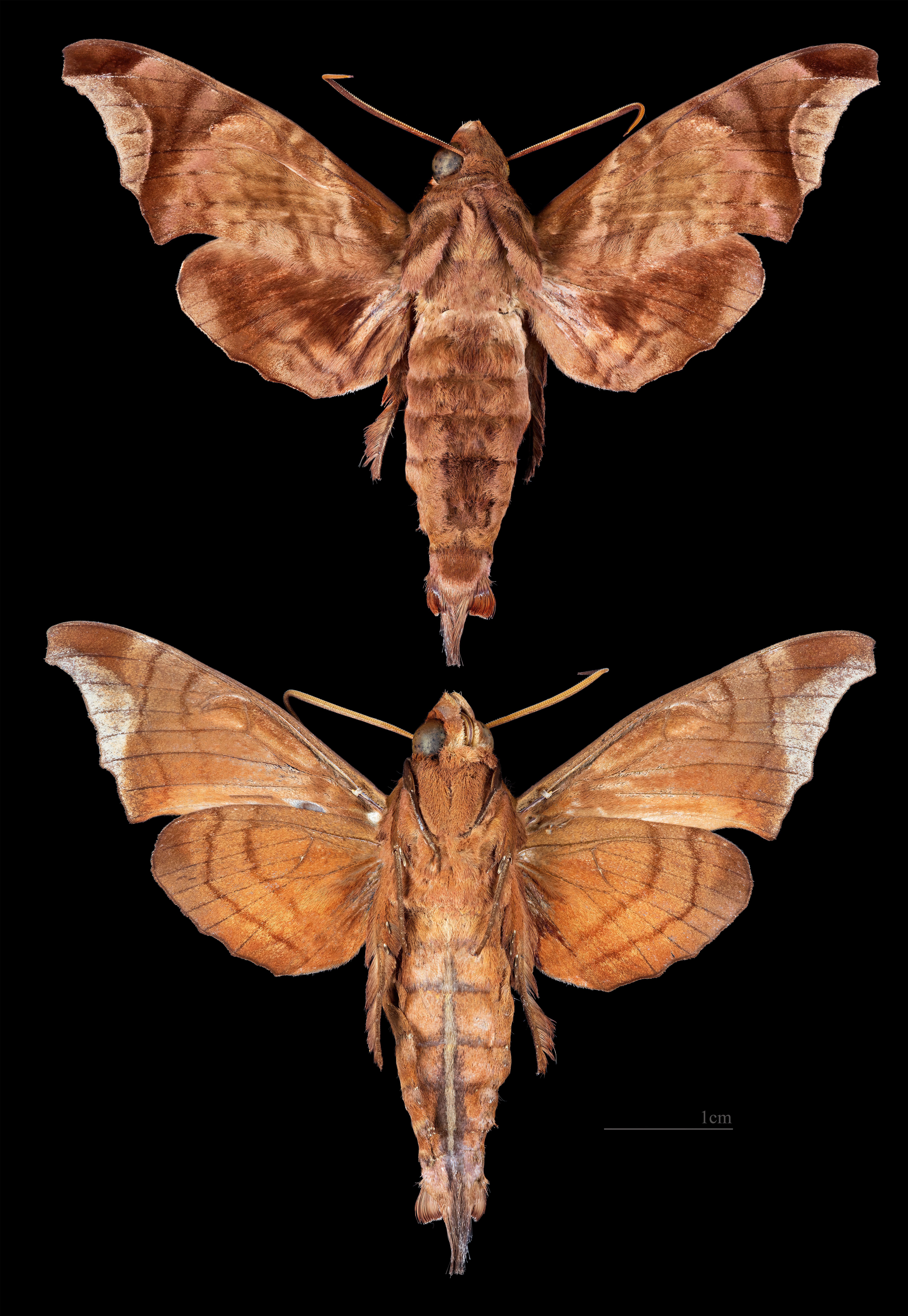
Enyo taedium